# کلبه (فیلم ۱۳۸۷)
کلبه فیلمی به کارگردانی جواد افشار، نویسندگی برزو نیک‌نژاد ساخته سال ۱۳۸۷ است که در ۳۰ اردیبهشت ۱۳۸۸ بر روی پرده سینما رفته است.

## خلاصه فیلم
چهار دانشجو برای انجام تحقیق به غسال‌خانه‌ای در جنگل می‌روند، اما موقع برگشت ماشین خراب شده و مجبورند دوباره به غسالخانه بازگردند.. اما اینبار یک قاتل در آنجا پنهان شده و این دانشجویان مزاحم کار او شده‌اند.. قاتل دانشجویان را می‌ترساند تا اینکه صاحب غسالخانه می‌رسد و قاتل را می‌گیرد..

## بازیگران
جمشید هاشم‌پور
کامبیز دیرباز
احمد مهران‌فر
بهاره افشاری
بابک حمیدیان

## جشنواره‌ها
این فیلم در بیست و هفتمین دوره جشنواره فیلم فجر (۱۳۸۷) شرکت کرده است.